# Công ty cổ phần đầu tư địa ốc Đại Quang Minh
Công ty cổ phần đầu tư địa ốc Đại Quang Minh là công ty cổ phần ở Việt Nam. Công ty này thành lập ngày 22 tháng 3 năm 2011. Hiện nay, vốn điều lệ công ty là 4850 tỉ đồng. Các lĩnh vực hoạt động chính của công ty là đầu tư phát triển bất động sản nhà ở, đầu tư kinh doanh thương mại và dịch vụ, đầu tư và phát triển khu công nghiệp, đầu tư và phát triển hạ tầng giao thông và tiện ích xã hội, kinh doanh du lịch và dịch vụ lưu trú. Công ty có 4 cổ đông sáng lập là Công ty cổ phần ô tô Trường Hải nắm 45%, Công ty cổ phần đầu tư Mai Linh nắm 37,5%, Trần Đăng Khoa nắm 17,5% và Công ty cổ phần thương mại quốc tế và tư vấn đầu tư Invecon. Công ty này là chủ đầu tư và phát triển dự án siêu đô thị Sala nằm trong khu Đô thị tài chính quốc tế Thủ Thiêm trị giá 2,2 tỷ USD. Cuối tháng 9 năm 2016, Công ty cổ phần ô tô Trường Hải đã tăng tỉ lệ sở hữu vốn tại Đại Quang Minh lên 90%, Công ty cổ phần đầu tư Mai Linh thoái hết vốn, còn Trần Đăng Khoa giảm tỉ lệ sở hữu còn 5%. Chủ tịch Hội đồng quản trị của Đại Quang Minh hiện nay là ông Trần Bá Dương. Tính đến cuối năm 2017, tổng giá trị bất động sản của Đại Quang Minh là 10.620 tỷ đồng.

## Lãnh đạo công ty
- Chủ tịch Hội đồng quản trị: 
  1. Trần Đăng Khoa (lúc thành lập)
  2. Trần Bá Dương (hiện nay)

## Dự án nổi bật
Cuối năm 2014, Công ty Đại Quang Minh chi 8.265 tỷ đồng đầu tư 4 tuyến đường tại Thủ Thiêm với chiều dài tổng cộng 11,9 km (gồm Đại lộ Vòng cung R1 (3,4 km), Đường ven hồ trung tâm R2 (3 km), Đường ven sông Sài Gòn R3 (3 km), và Đường Châu thổ trên cao R4 (2,5 km), cùng với 8 cây cầu và 2 cầu cạn) và cầu Thủ Thiêm 2 (nay là cầu Ba Son) theo hình thức BT. Công ty này cũng là chủ đầu tư Quảng trường Trung tâm & Công viên bờ sông, Cầu đi bộ và dự án Vùng Châu thổ phía Nam.